# Jeździectwo na Letnich Igrzyskach Olimpijskich 1948 – skoki przez przeszkody drużynowo
Konkurencja drużynowa skoków przez przeszkody podczas XI Letnich Igrzysk Olimpijskich została rozegrana 16 sierpnia 1948 roku. Zawody odbywały się na stadionie olimpijskim.

## Wyniki
Do wyniku drużyny zaliczały się punkty trzech najlepszych zawodników jakie uzyskali w konkursie indywidualnym.
| Pozycja | Państwo           | Wyniki indywidualne                | Wyniki indywidualne | Wyniki indywidualne | Wynik drużyny |
| Pozycja | Państwo           | Zawodnik                           | Koń                 | Punkty              | Wynik drużyny |
| ------- | ----------------- | ---------------------------------- | ------------------- | ------------------- | ------------- |
| złoto   | Meksyk            | Humberto Mariles                   | Arete               | 6,25                | 34,25         |
| złoto   | Meksyk            | Rubén Uriza Castro                 | Harvey              | 8,00                | 34,25         |
| złoto   | Meksyk            | Alberto Valdés Ramos               | Chihuahua           | 20,00               | 34,25         |
| srebro  | Hiszpania         | Jaime García Cruz                  | Bizarro             | 12,00               | 56,50         |
| srebro  | Hiszpania         | José Navarro                       | Quorum              | 20,00               | 56,50         |
| srebro  | Hiszpania         | Marcelino Gavilán y Ponce de León  | Forajido            | 24,50               | 56,50         |
| brąz    | Wielka Brytania   | Harry Llewellyn                    | Foxhunter           | 16,00               | 67,00         |
| brąz    | Wielka Brytania   | Henry Nicoll                       | Kilgeddin           | 16,00               | 67,00         |
| brąz    | Wielka Brytania   | Arthur Carr                        | Monty               | 35,00               | 67,00         |
| –       | Irlandia          | Dan Corry                          | Tramore Bay         | 21,25               | EL            |
| –       | Irlandia          | Fred Ahern                         | Aherlow             | 25,50               | EL            |
| –       | Irlandia          | Jack Lewis                         | Lough Neagh         | EL                  | EL            |
| –       | Szwecja           | Eric Sörensen                      | Blatunga            | 12,00               | EL            |
| –       | Szwecja           | Greger Lewenhaupt                  | Orkan               | 20,75               | EL            |
| –       | Szwecja           | Karl-Åke Hultberg                  | Ismed               | EL                  | EL            |
| –       | Francja           | Jean d’Orgeix                      | Sucre de Pomme      | 8,00                | EL            |
| –       | Francja           | Max Fresson                        | Decametre           | 16,00               | EL            |
| –       | Francja           | Pierre de Maupeou d'Ableiges       | Nankin              | EL                  | EL            |
| –       | Holandia          | Joachim Gruppelaar                 | Random Harvest      | 36,00               | EL            |
| –       | Holandia          | Jaap Rijks                         | Master              | EL                  | EL            |
| –       | Holandia          | Jan de Bruine                      | Romanichel          | EL                  | EL            |
| –       | Włochy            | Alessandro Bettoni Cazzago         | Uranio II           | EL                  | EL            |
| –       | Włochy            | Gerardo Conforti                   | Furore              | EL                  | EL            |
| –       | Włochy            | Piero D’Inzeo                      | Briacone            | EL                  | EL            |
| –       | Stany Zjednoczone | Franklin Wing                      | Democrat            | 8,00                | EL            |
| –       | Stany Zjednoczone | John Russell                       | Air Mail            | 38,25               | EL            |
| –       | Stany Zjednoczone | Hank Frierson                      | Rascal              | EL                  | EL            |
| –       | Argentyna         | Rafael Campos                      | Santa Fe            | 24,00               | EL            |
| –       | Argentyna         | Néstor Alvarado                    | Mineral             | EL                  | EL            |
| –       | Argentyna         | Pascual Pistarini                  | Canguro             | EL                  | EL            |
| –       | Portugalia        | Henrique Callado                   | Xerez               | 26,00               | EL            |
| –       | Portugalia        | João Barrento                      | Alcoa               | 42,50               | EL            |
| –       | Portugalia        | Hélder de Souza                    | Optus               | EL                  | EL            |
| –       | Brazylia          | Francisco Pontes                   | Itaguai             | 20,00               | EL            |
| –       | Brazylia          | Eloy de Menezes                    | Sabu                | EL                  | EL            |
| –       | Brazylia          | Ruben Ribeiro                      | Bon Soir            | EL                  | EL            |
| –       | Dania             | Jeppe Johannes Ladegaard-Mikkelsen | Atom                | EL                  | EL            |
| –       | Dania             | Otto Mønsted Acthon                | Please              | EL                  | EL            |
| –       | Dania             | Torben Tryde                       | Attila              | EL                  | EL            |
| –       | Turcja            | Eyüp Öncü                          | Yildiz              | EL                  | EL            |
| –       | Turcja            | Kudret Kasar                       | Siyok               | EL                  | EL            |
| –       | Turcja            | Selim Çakır                        | Gitchluv            | EL                  | EL            |